# علی‌آباد (اندیمشک)
 علی‌آباد (اندیمشک)، روستایی از توابع بخش مرکزی شهرستان اندیمشک در استان خوزستان ایران است.
این روستا در دهستان حومه قرار دارد و براساس سرشماری مرکز آمار ایران در سال ۱۳۹۵، جمعیت آن ۴۷۶ نفر (۱۴۰خانوار) بوده است.